# Unwound
Unwound (с англ. — «Размотанный») — американская постхардкор-группа, сформированная в 1988 году в Тамуотере и Олимпии, штат Вашингтон. В настоящее время в состав группы входят Джастин Троспер (вокал, гитара), Джаред Уоррен (бас-гитара), Сара Ланд (ударные) и Скотт Секингтон (гитара). Изначально была основана Троспером, басистом Верном Рамси и барабанщиком Брандтом Сандено под названием Giant Henry. Группа записала семь альбомов, а также множество синглов и неустанно гастролировала до распада в 2002 году.
Unwound, часто классифицируемая как нойз-рок в дополнение к постхардкору, играла резко диссонирующий и угловатый стиль, который использовал необычные гитарные тона, и привлекала внимание местного населения своими неустанными гастрольными графиками, предпочтением площадок "всех возрастов" и DIY-подходом. Unwound в значительной степени ассоциировалась с инди-лейблом Kill Rock Stars на протяжении 1990-х годов, а дебютный альбом группы Fake Train (1993) стал первым релизом лейбла со словами (см. Spoken word album). Более широкий статус Unwound получила с выпуском пятого и шестого студийных альбомов Repetition (1996) и Challenge for a Civilized Society (1998), на которых группа экспериментировала со своим звучанием за пределами нойз-рока. Седьмой альбом Unwound, спродюсированный самостоятельно, Leaves Turn Inside You (2001), был единственным двойным альбомом группы и ознаменовал стилистический переход группы на территорию построка и авангарда; он был одобрен критиками и позже появился в нескольких списках лучших альбомов 2000-х годов.
После провального тура по США в поддержку Leaves Turn Inside You, Unwound объявила о своем расформировании в 2002 году, сославшись на географические различия участников группы и ухудшающийся алкоголизм Верна Рамси, вызванный стрессом от гастролей. Планы о воссоединении неоднократно поднимались и отменялись в течение 2010-х годов из-за постоянных проблем со здоровьем Рамси, и в конечном итоге так и не состоялись до его смерти в августе 2020 года. В июле 2022 года Троспер и Ланд реформировали Unwound для тура 2023 года в память о Рамси, с Джаредом Уорреном на басу и Скоттом Секингтоном на гитаре.
Хорошо оцененная в начале своего существования, Unwound часто рассматривалась как одна из самых влиятельных групп 1990-х годов, собравшая преданных поклонников после своего распада в 2002 году. В 2013 году The A.V. Club назвал Unwound «лучшей группой 90-х». После своего распада Unwound породила множество сторонних проектов.

## Дискография
Смотри статью «Дискография Unwound» в англ. разделе.
- Fake Train (1993, Kill Rock Stars)
- New Plastic Ideas (1994, Kill Rock Stars)
- The Future of What (1995, Kill Rock Stars)
- Unwound (1995, Honey Bear)
- Repetition (1996, Kill Rock Stars)
- Challenge for a Civilized Society (1998, Kill Rock Stars)
- Leaves Turn Inside You (2001, Kill Rock Stars)